# Andrzej Skrzydlewski
Andrzej Skrzydlewski (ur. 3 listopada 1946 w Ksawerowie, zm. 28 maja 2006 tamże) – polski zapaśnik, olimpijczyk.

## Kariera
Walczył w wadze ciężkiej (do 100 kg). W 1963 roku zapisał się do klubu PTC Pabianice, gdzie pierwszym jego trenerem był Tadeusz Wnuk. W latach 1968–1980 trenował w Wisłoce Dębica, gdzie trenowali go Tadeusz Popiołek, Janusz Tracewski i Czesław Korzeń. W 1980 roku zakończył karierę i wyjechał do Szwecji. Został odznaczony Złotym Krzyżem Zasługi. Pochowany na cmentarzu w Pabianicach.

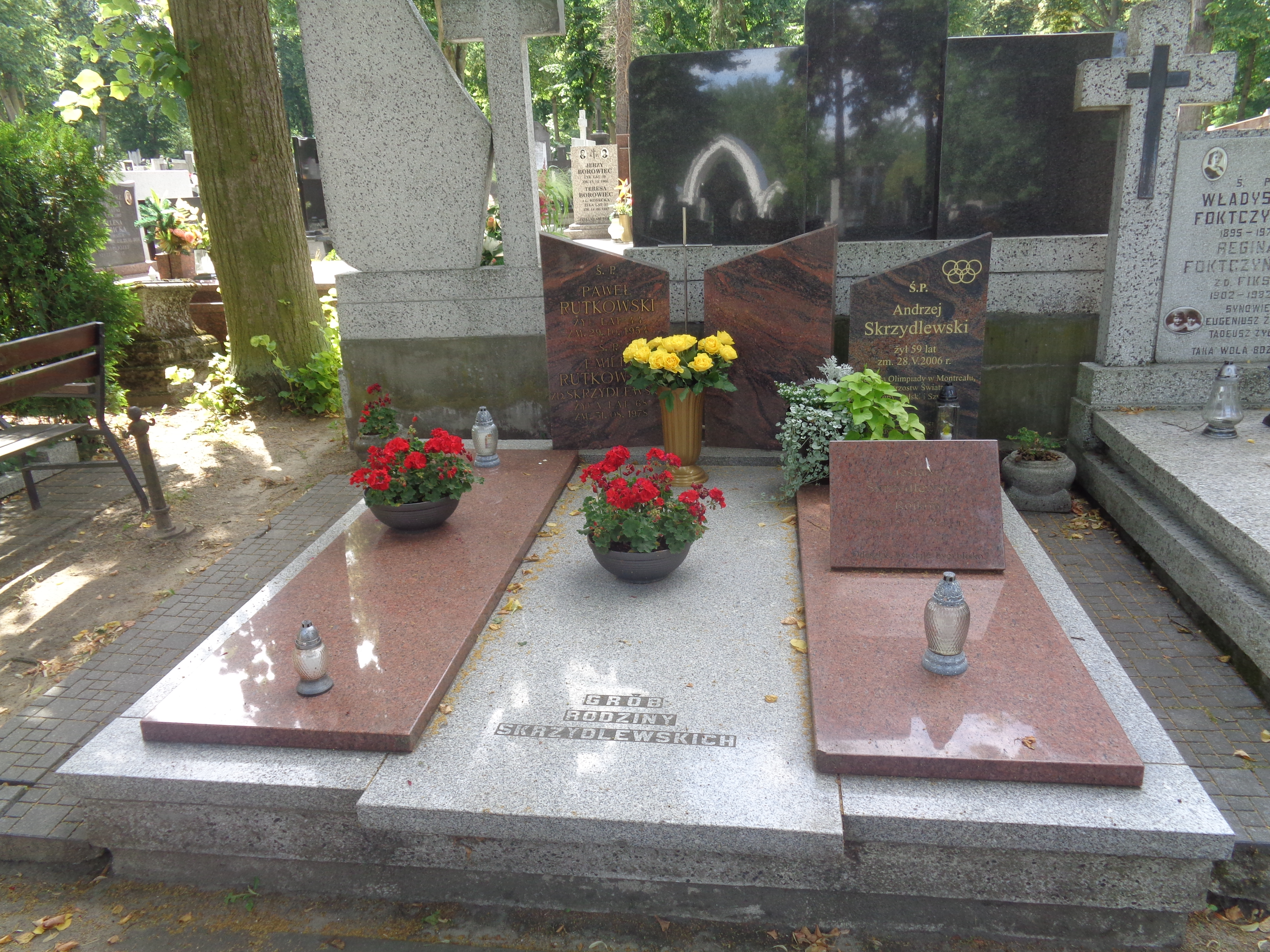
Grób Andrzeja Skrzydlewskiego na Cmentarzu Starym w Pabianicach

## Osiągnięcia
- udział w Igrzyskach Olimpijskich w Monachium 1972 i Montrealu 1976 (brązowy medal w 1976 roku)
- dwa brązowe medale mistrzostw świata (1973 i 1975)
- srebrny medal mistrzostw Europy - 1972
- brązowy medal mistrzostw Europy - 1977.
- sześciokrotne zdobycie mistrzostwa Polski (1969, 1971, 1972, 1974, 1975, 1977).